# Stadijumi hronične bolesti bubrega
Stadijumi hronične bolesti bubrega koja se definiše kao oštećenje bubrega ili smanjenje brzine glomerularne filtracije,   (GFR) koja je manja od 90 mL/min/1,73 m² i bez proteinurije tokom najmanje 3 meseca, bez obzira na etiologiju, nakon gubitka nefrona i kada smanjenje funkcionalne bubrežne mase dostigne određen nivo, a preostale nefrone zahvatua nepovratan proces skleroze, koja dovodi do progresivnog opadanja brzine glomerularne filtracije. Razvrstava  se na pet stadijuma.

## Prvi stadijum
Prvi stadijum karakteriše oštećenje bubrega sa normalnom ili nešto smanjenom funkcijom, ili relativno povećanom glomerulanom filtracijom (> 90 ml/min/1,73 m²).
U ovom stadijumu oštećenje bubrega definiše se patološkim poremećajima ili prisustvom markera oštećenja, uključujući poremećaje prisutne u krvi ili mokraći ili u analizi kliničke slike.
Bolesnici u ovom stadijumu često su asimptomatski (što je uglavnom tipično). Iako je u ovom stadijumu hronične bolesti bubrega glomerularna filtracija smanjena, dijagnoza ne mora biti postavljena, jer glomerularna filtracija može biti normalna ili na granici normale.

## Drugi stadijum
Drugi stadijum karakteriše blago smanjenje glomerularne filtracije (60-89 ml/min/1,73 m²) sa oštećenjem bubrega.
U ovom stadijumu oštećenje bubrega definiše se patološkim poremećajima ili prisustvom markera oštećenja, uključujući poremećaje prisutne u krvi ili mokraći ili u analizi slike.
Bolesnici i u ovom stadijumu često su asimptomatski (što je uglavnom tipično). Iako i u ovom stadijumu, kao i u prvom stadijumu hronične bolesti bubrega, glomerularna filtracija može biti smanjena, a dijagnoza se ne mora postaviti, jer glomerularna filtracija može biti normalna ili na granici normale.

## Treći stadijum
Treći stadijum karakteriše umereno smanjenje glomerularne filtracije koje iznosi 30-59 ml/min/1,73 m².
Podstadijumi 3a i 3b
Prema Britanskim preporukama (koje određuju dalji algoritam upućivanja i pregleda), razlikuju se dva podstadijuma:
Stadijum 3a — u kome je glomerularna filtracija 45-59 ml/min/1,73 m².
Stadijum 3b — u kome je glomerularna filtracija 30-44 ml/min/1,73 m².
Bolesnici i u ovom stadijumu često su asimptomatski (što je uglavnom tipično). Iako i u ovom stadijumu, kao i u prvom i drugom stadijumu hronične bolesti bubrega, glomerularna filtracija može biti smanjena, a dijagnoza se ne mora postaviti, jer glomerularna filtracija može biti normalna ili na granici normale.

## Četvrti stadijum
Četvrti stadijum karakteriše teško smanjenje glomerularna filtracije, koje je 15-29 ml/min/1,73 m² uz pripremu dopunskim elektrolitnim tretmanom.
U ovom stadijumu postoji endokrino metabolički disbalans, u vidu poremećaja vode i elektrolitne ravnoteže postaju klinički manifestni.

## Peti stadijum
Peti stadijum karakteriše otkazivanje bubrega  sa glomerularnom filtracijom koja je < 15 ml/min/1,73 m² sa redovnim dijaliznim tretmanom, ili završnim stadijum bolesti bubrega.
Znakovi metaboličke acidoze u ovom stadijumu hronične bolesti bubrega, postaju manifestni i  uključuju: 
- proteinsko-energetsku pothranjenost,
- gubitak telesne mase,
- slabost mišića.

Simptomi izmenjenog prometa soli i vode, zbog otkazivanja bubrega u ovom stadijumu uključuju: 
- periferni edem,
- plućni edem,
- hipertenziju,
- anemiju — koja je povezana je sa: umorom, slabljenjem imunološkog sistema, smanjenim kvalitetom života, razvojem kardiovaskularnih bolesti, početnim zastojem srca ili razvojem težeg zastoja srca.

| Hronična bolest bubrega (HBB) G1 do G5 — stadijumi glomerularne filtracije (GFR) i A1-3 — odnos albumin/kreatinin (ACR) | Hronična bolest bubrega (HBB) G1 do G5 — stadijumi glomerularne filtracije (GFR) i A1-3 — odnos albumin/kreatinin (ACR) | Hronična bolest bubrega (HBB) G1 do G5 — stadijumi glomerularne filtracije (GFR) i A1-3 — odnos albumin/kreatinin (ACR) | Hronična bolest bubrega (HBB) G1 do G5 — stadijumi glomerularne filtracije (GFR) i A1-3 — odnos albumin/kreatinin (ACR) | Hronična bolest bubrega (HBB) G1 do G5 — stadijumi glomerularne filtracije (GFR) i A1-3 — odnos albumin/kreatinin (ACR) | Hronična bolest bubrega (HBB) G1 do G5 — stadijumi glomerularne filtracije (GFR) i A1-3 — odnos albumin/kreatinin (ACR) | Hronična bolest bubrega (HBB) G1 do G5 — stadijumi glomerularne filtracije (GFR) i A1-3 — odnos albumin/kreatinin (ACR) |
| ACR | ACR | ACR | | | | |
| --- | --- | --- | --- | --- | --- | --- |
| A1 | A2 | A3 | | | | |
| Normalan do blago povećan                                                                                               | Umereno povećan | Ozbiljno uvećan | | | | |
| <30 | 30-300 | >300 | | | | |
| G F R | | | | | | |
| G1 | Normalna | 90+ | 1 ako postoji oštećenje bubrega                                                                                         | 1 | 2 | |
| G2 | Blago smanjena | 60-89 | 1 ako postoji oštećenje bubrega                                                                                         | 1 | 2 | |
| G3a | Blago do umereno smanjena                                                                                               | 45-59 | 1 | 2 | 3 | |
| G3b | Umereno do jako smanjena                                                                                                | 30-44 | 2 | 3 | 3 | |
| G4 | Ozbiljno smanjena | 15-29 | 3 | 4+ | 4+ | |
| G5 | Insuficijencija bubrega                                                                                                 | <15 | 4+ | 4+ | 4+ | |
| Brojevi 1 - 4 pokazuju rizik od napredovanja kao i učestalost praćenja (broj puta godišnje).                            | | | | | | |

## Spoljašnje veze
|  | Molimo Vas, obratite pažnju na važno upozorenje u vezi sa temama iz oblasti medicine (zdravlja). |